# Новіковський провулок
Новіковський провулок — провулок у Холодногірському районі м. Харкова, розташований на території мікрорайону Іванівка, який названо на честь Новікова. Пролягає від Кокчетавської вулиці до Ніжинської вулиці.

## Межі
Провулок вузький— на 4-5 метрів у ширину і 180 м у довжину. Починається від Кокчетавської вулиці, де впирається в колишній закинутий таксопарк і закінчується Ніжинською вулицею, де впирається в будинок № 29 і цехи кондитерської фабрики «Бісквіт-Шоколад». Зі сходу від Новіковського розташована Сіриківська вулиця, а з заходу Копиловський провулок.
У провулку розташовані будинки від № 1 до № 13 — переважно одноповерхова житлова забудова (є лиш один двоповерховий дім), причому половина подвір'їв має по декілька господарств, тобто там проживають декілька сімей і такі будинки поділяються ще на підкатегорії типу 6а, 8/2, 8а та ін. Подвір'я у всіх будинків займають не більш як 0,5 га.

## Інфраструктура
На віддалі у 350 м на схід протікає річка Лопань, а на протилежному березі Лопані, там де Павлівка, в неї впадає її притока Саржинка.
Є вуличне освітлення, електрика проведена до кожного будинку, водопровід мають 40 % подвір'їв, газопроводи відсутні. На початку провулку є водорозбірна колонка, де набирають воду 60 % населення провулку і вона тут одна. Найближчі лише на вул. Сіриківській та на розі вул. Кокчетавської і пров. Кобзарського. Поряд розташовані також два приватні продуктові кіоски.
Більшість будинків дерев'яно-глиняні, подекуди обкладені цеглою, збудовані ще в дореволюційний час, тому мають по сотні-півтори років.

### Транспорт
Дорожне покриття відсутнє, тобто ґрунтовка. Через вузькість провулку, він не має також і тротуарів, лише невеличкі присадибні діляночки, де люди вирощують квіти тощо.

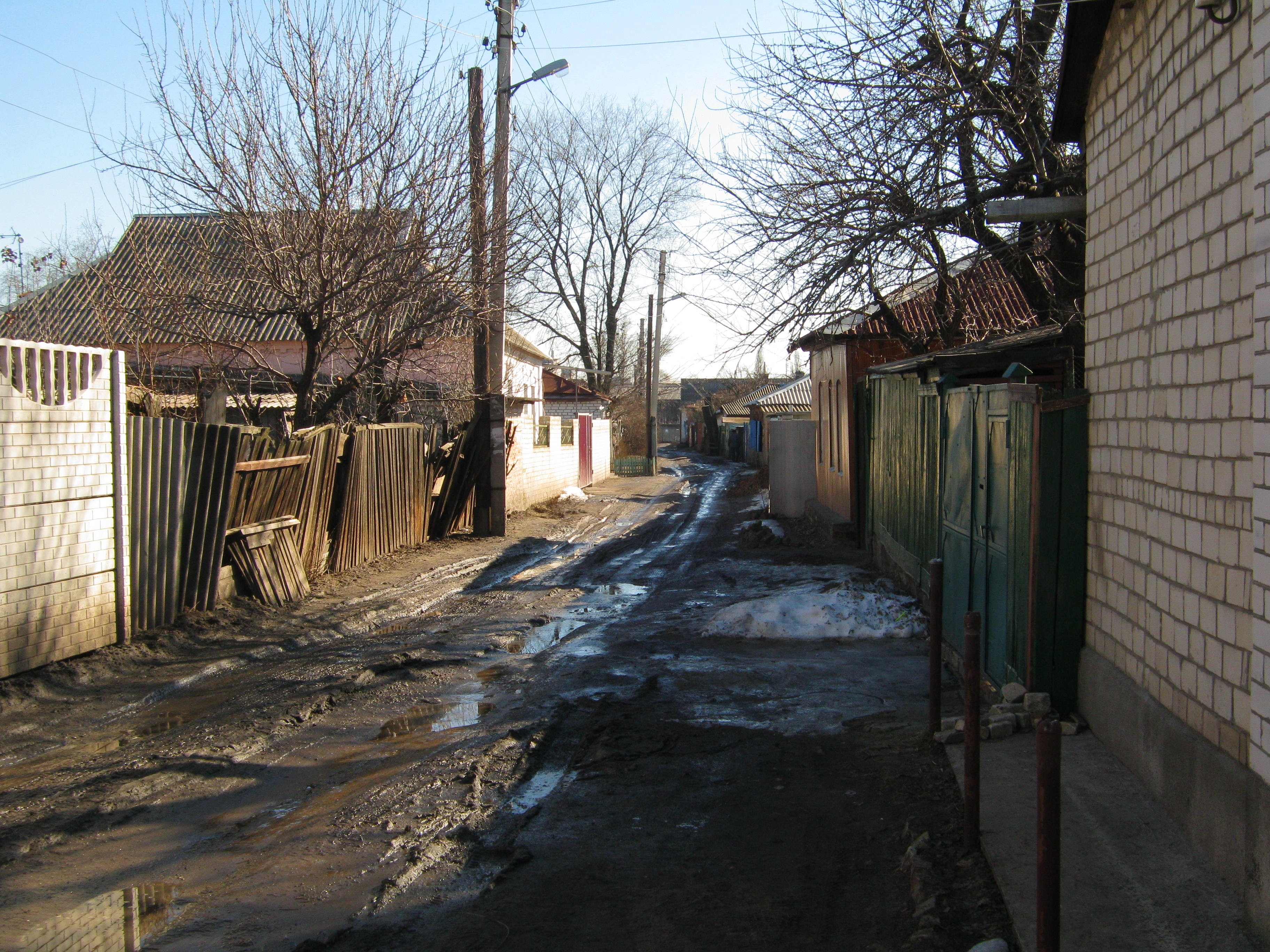
Стан дороги на провулку під час відлиги

Найближчий транспорт є (за 400м) на вул. Котлова — це трамвай № 1, у якого неподалік кінцева кільцьова зупинка «Іванівка» та маршрутки № 12, 40, 97, 250е. Найближчі залізничні станції за 2,3 км — «Харків-Сортувальний» та «Харків-Пасажирський». Найближча станція метро «Південний вокзал» також розташована на відстані 2,3 км.

### Підприємства
За будинком № 6 зареєстровано ТОВ «Вікторія» і приватне підприємство «Сателліт-1», а на подвір'ї будинку № 5 знаходиться приватний автосервіс.

## Цікавинки
- Через близькість до цехів кондитерської фабрики «Бісквіт-Шоколад», тут у повітрі майже завжди витає приємний запах вареної згущівки